# Дмитревский, Иван Иванович
Иван Иванович Дмитревский (Дмитриевский) (1754, Михайлов, Рязанская губерния — 5 [17] апреля 1823, Рязань) — учёный-богослов, переводчик. Брат писателя Д. И. Дмитревского.

## Биография
Родился в 1754 году в Михайлове Рязанской губернии в семье протоиерея Иоанна Трофимовича Дмитриевского.
С 1764 по 1766 год учился в Рязанской духовной семинарии, где удостаивался права выступать на публичных актах. Затем в течение двух семестров слушал курс богословия при Славяно-греко-латинской академии, где одновременно состоял певчим в архиерейском хоре и сочинял духовную музыку.
С 1778 года был определён учителем греческого и еврейского языков, а позднее риторики и философии в Рязанскую духовную семинарию; также обучал священников, читавших проповеди на архиерейской кафедре, и исполнял обязанности регента архиерейского хора.
В 1779 году поступил на службу канцеляристом в Рязанскую духовную консисторию; 22 декабря 1783 года — в чине губернского секретаря получил штатную секретарскую вакансию.
В 1780 году он перевёл с греческого «Послание к коринфянам», приписываемое папе Клименту I. Этот свой первый перевод Дмитревский напечатал в Москве у Н. И. Новикова в 1781 году (остатки тиража были конфискованы в 1787 году вместе с другой неортодоксальной духовной литературой).
Получил 18 октября 1788 года должность переводчика в Синоде.
В 1790 году в Петербурге Дмитревский обратился к Е. Р. Дашковой с просьбой опубликовать подготовленный им перевод трёх «речей» Исократа Афинского параллельно с греческим оригиналом, чтобы издание могло служить учебным пособием. К переводу Дмитревский приложил компилятивное «Краткое начертание жизни Исократа». В качестве комментария использовал «Рассуждения» филолога XVI века Иеронима Вольфа. Книга «Исократа Афинейского, оратора и философа, политические речи» (1789) была напечатана Академией наук в пользу переводчика (за вычетом суммы на печатание) и позднее продавалась самим Дмитревским в Тамбовской и Рязанской губерниях.
С 8 мая 1790 года Дмитревский служил секретарём в Тамбовской духовной консистории. В июне 1795 года он просил о переводе секретарём в Московскую синодальную контору, однако это ходатайство не имело результата; 15 июня 1799 года он был уволен из ведомства Синода по подозрению во взятках.
До марта 1800 года служил экспедитором при Тамбовском почтамте и 28 марта поступил учителем российского этимологического класса в Московской благородный пансион и Университетскую гимназию, с 25 августа ему было поручено также преподавание латинского синтаксиса.
К 1803 году Дмитревский завершил «Историческое и юридическое разыскание о браках…», оставшееся неизданным, хотя он и обращался за цензурным разрешением на публикацию в Департамент народного просвещения. Через московскую цензуру проходило, кроме того, «Краткое начертание жизни И. И. Дмитревского» (видимо, вариант автобиографии).
19 марта 1804 года Дмитревский уволился с чином титулярного советника и, хотя оставался «за штатом», 12 августа 1805 года был произведён в коллежские асессоры, по-видимому в связи с успехом своего историко-богословского труда «Историческое, догматическое и таинственное изъяснение на литургию…», поднесённого Александру I и удостоенного денежной награды 13 июля 1803 года. Ещё в 1791 году это сочинение, как и аналогичный труд Аполлоса Байбакова, не было рекомендовано Синодом к печати, но в начале XIX века исследования и толкования Дмитревского были с интересом были приняты духовенством и даже старообрядцами; М. И. Невзоров откликнулся на него рецензией в своём журнале «Сионский вестник» (1806. — № 5). К 1812 году, внеся поправки и проверив тексты отцов церкви, он подготовил расширенное 5-е издание книги, которое затем неоднократно перепечатывалось (известно издание 1828). Труд Дмитревского использовал Н. В. Гоголь при работе над «Размышлениями о божественной литургии» (в авторских примечаниях ошибочно — «Дмитриев»).
С 1807 года Дмитревский находился в отставке и с огромным семейством жил в приобретённой им деревеньке Гололобово Коломенского уезда Московской губернии. К 1820-м годам Дмитревские переехали в Рязань.
Умер 5 (17) апреля 1823 года и был похоронен на Лазаревском кладбище Рязани.

## Современники о Дмитревском
И. М. Снегирёв в воспоминаниях о гимназии характеризовал Дмитревского как сведущего богослова, археолога (ценителя древностей) и знатока греческого языка, переводившего с учениками Корнелия Непота и басни Федра, а в бытовом отношении — как тип «старинного семинариста»:
… среднего роста, с старомодною причёскою и длинною косой, он носил тафтяной кафтан, весь масляный от блинов, которые любил есть, штаны с медными шлифными пуговицами, неуклюжие башмаки с заплатами… По простоте и доброте был ребёнок
Другой ученик Дмитревского, Е. Ф. Тимковский, отметил, что по литературным симпатиям он был «заржавленный греко-славянин» (то есть сторонник А. С. Шишкова).